# Khumba
A Khumba 2013. november 7-én bemutatott dél-afrikai 3D-s animációs családi mozifilm.

## Cselekmény
Khumba egy félig csíkos zebra, aki egy elszigetelten és a csíkok megszállottjaként élő csordába születik. Gyorsan elterjed a hír, hogy a különös zebra meg van átkozva és rövidesen mindenki őt hibáztatja már a szárazságért is, kivéve barátnőjét, Tombit. Amikor Khumba apja, a csorda vezetője is őt hibáztatja az eső elmaradása, sőt anyja halála miatt, Khumba elhagyja a csordát. Célja, hogy megtalálja csíkjait, közben kalandjai során megismerkedik számos állattal.

## Hangok
- Jake T. Austin – Khumba (zebra)
- Adrian Rhodes – afrikai imádkozó sáska
- Sam Riegel – Jock (zebra)
- Bryce Papenbrook – zebra
- Devon Graye – zebra
- Roger L. Jackson – adóvevő emberi hangja / Fekete Sas / zebra
- Alexander Polinsky – Kapa (zebra)
- Greg Ellis – idősebb zebra / Durbu (zebra)
- Laurence Fishburne – Deli (zebra)
- Joey Richter – Themba (zebra)
- Anika Noni Rose – Lungisa (zebra)
- Hope Levy – szurkoló zebra
- Kathryn Cressida – szurkoló zebra
- Stephanie Sheh – szurkoló zebra
- Ben Vereen – Horkos (zebra)
- Jennifer Cody – Fifi (zebra)
- AnnaSophia Robb – Csinka (zebra)
- Juanita Jennings – Zuki (zebra)
- Phil LaMarr  – idősebb zebra
- Jeff Bennett – Nyuszmók (dél-afrikai folyaminyúl) / idősebb zebra
- Liam Neeson – Ragadúr (leopárd)
- Nhlanhla Mkhwanazi – antilop
- Anele Matoti – antilop
- Sindiwe Magona –  antilop javasasszony
- Steve Buscemi – Hablaty (afrikai vadkutya)
- Loretta Devine – Patamama (gnú)
- Richard E. Grant – Struccancs (strucc)
- Charlie Adler – afrikai vadkutya / szirtiborz főnök
- Khary Payton – afrikai vadkutya
- Rob van Vuuren – Bokkie (vándorantilop) / Captain (vándorantilop) / Koos (vándorantilop)
- Nik Rabinowitz – Percy (vándorantilop) / Frikkie (vándorantilop)
- Matthew Dylan Roberts – Jannie (vándorantilop) / Sakkie (tobzoska)
- Julianna Rose – szurikátalány
- Andre Robinson – szurikáta bébi
- Dee Bradley Baker – szurikáta apa / szirtiborz
- Mason Charles – szurikátafiú
- Khary Paton –  szirtiborz
- Catherine Tate – Dülü (merinó juh)
- Jon Olson – egyéb hangok

## Bemutató
A filmet 2013. október 25-én mutatták be a dél-afrikai mozikban, DVD-n pedig 2014. február 11-én jelent meg. A filmet 2013. szeptember 8-án a TIFF-en is bemutatták.